# Trionymus radicum
Trionymus radicum är en insektsart som först beskrevs av Robert Newstead 1895.  Trionymus radicum ingår i släktet Trionymus och familjen ullsköldlöss. Arten är reproducerande i Sverige. Inga underarter finns listade i Catalogue of Life.